# Waldemar Lech
Waldemar Zbigniew Lech pseud. Gilmur (ur. 1959 w Koszalinie zm. 13 grudnia 2016 tamże) – polski gitarzysta i kompozytor, członek zespołu Mr. Zoob.

## Życiorys
Był muzycznym samoukiem. Do Mr. Zoob dołączył, krótko po powstaniu zespołu w 1983 i związany był z nim do początku XXI wieku. Z zespołem nagrał między innymi albumy To tylko ja (1986) i Czego się gapisz (1998), na którym znalazły się popularne utwory “Mój jest ten kawałek podłogi” i “Kartka dla Waldka”. Był również kompozytorem części utworów z repertuaru zespołu. Zmarł 13 grudnia 2016 i został pochowany na cmentarzu komunalnym w Koszalinie (kwatera: 45-53; rząd: 27; grób 7).